# تيرينس كويك
تيرينس كويك هو مقدم تلفزيوني وصحفي وسياسي يوناني، ولد في 18 فبراير 1947 في سالونيك في اليونان. نشط حزبياً في اليونانيون المستقلون. وقد انتخب عضو البرلمان اليوناني ‏ عن دائرة الدائرة الوطنية لليونان ‏ وانتخب Undersecretary to the Prime Minister ‏.

## وصلات خارجية
- الموقع الرسمي
- تيرينس كويك على موقع IMDb (الإنجليزية)